# Pinheiro Machado (Río Grande del Sur)
Pinheiro Machado es un municipio brasileño del estado de Rio Grande do Sul. Se ubica a una altitud de 439 metros sobre el nivel del mar.
Tiene una superficie de 2546.89 km² y es bañado por las costas del río Camacuã.
- Datos: Q590279
- Multimedia: Pinheiro Machado / Q590279